# Fahrzeugbau Seitner-Leonhardt
Der Fahrzeugbau Seitner-Leonhardt war ein deutscher Hersteller von Automobilen.

## Unternehmensgeschichte
Das Unternehmen aus Bretten begann 1990 unter Leitung von Clement Leonhardt mit der Produktion von Automobilen. Der Markenname lautete Leonhardt. 1992 endete die Produktion. Es ist keine Verbindung zur Tiger Automobile GmbH bekannt, die im nahen Eppingen ab 1994 ähnliche Fahrzeuge herstellten.

## Fahrzeuge
Das einzige Modell war ein Nachbau. Als Vorbild diente der FMR Tg 500. Die Karosserie bestand aus Kunststoff und bot zwei Personen hintereinander Platz. Im Prototyp sorgte ein Motor von Citroën mit 50 PS Leistung für den Antrieb. Mit diesem Motor betrug das Leergewicht 400 kg und die Höchstgeschwindigkeit 165 km/h. In der Serienproduktion kam ein Vierzylindermotor vom Mini Cooper mit 1275 cm³ Hubraum und 64 PS Leistung zum Einsatz. Der Motor war vor der Hinterachse montiert. Das Getriebe verfügte wahlweise über vier oder fünf Gänge. Der Neupreis betrug anfangs 32.000 DM, bereits Ende 1991 etwa das Doppelte.